# Lubań
Pour l’article homonyme, voir Lubań (Poméranie).
Lubań [lubaɲ] (en allemand : Lauban) est une ville de la voïvodie de Basse-Silésie, dans le sud-ouest de la Pologne. C'est le chef-lieu du powiat de Lubań.

## Géographie
Lubań est située dans la région historique de Haute-Lusace, au nord des monts de la Jizera. À l'est, elle est arrosée par la rivière Kwisa. De 1975 à 1998, elle était administrativement rattachée à l'ancienne voïvodie de Jelenia Góra.

## Histoire
Au IXe siècle, le village de Lubań fut fondé par la tribu slave des Milceni. Vers l'an 990, leur pays jusqu'au bord de la Kwisa fait partie de la marche de Misnie sous le règne du margrave Ekkehard Ier. Après l'an 1031, la rivière devient la frontière avec le territoire silésien dans le royaume de Pologne. En 1156, l'empereur Frédéric Barberousse, allié du duc Vladislav II de Bohême, rattache la région autour de Bautzen (Land Budissin) et Lubań à la future Haute-Lusace.
La ville d'aujourd'hui fut mentionnée pour la première fois en 1268. Vers le milieu du XIIIe siècle, elle applique le droit de Magdebourg pour l'organisation sociale, juridique et commerciale de la cité en application du droit de la ville de Magdebourg. En 1319, le duc Henri de Jawor, prince Piast de Silésie, revendique l'héritage du territoire et occupe les terres jusqu'à la ville de Görlitz, y compris Lauban. Il fait construire un nouvel hôtel de ville, dont les ruines peuvent être vues aujourd'hui (la tour Kramarska). Henri dirigea la ville durant dix-huit ans, avant de céder finalement son pouvoir à son beau-frère du roi Jean Ier de Bohême et la ville était intégrée dans les pays de la couronne de Bohême. À la mort d'Henri, en 1346, la ville participe à la fondation de la Ligue de Haute-Lusace qui va regrouper les six villes de Lauban, Bautzen, Görlitz, Kamenz, Löbau et Zittau jusqu'en 1815. En 1427 et 1431, Lauban est détruite par les fidèles de l'Église hussite. À chaque fois la ville se reconstruit rapidement.
Pendant la Guerre de Trente Ans, la Paix de Prague fut signé le 30 mai 1635 entre l’empereur Ferdinand II et l'èlecteur Jean-Georges Ier de Saxe. Ce traité permit de reconnaître la dignité électorale de la Bavière alors que l’empereur suspend l’application de l’Édit de Restitution. L’électeur de Saxe obtient définitivement la Lusace. Après le Congrès de Vienne en 1815, le territoire autour de Lauban et Görlitz fut annexé par le royaume de Prusse et devient le chef-lieu de l'arrondissement de Lauban dans le district de Liegnitz au sein de la province de Silésie.
À la fin de la Seconde Guerre mondiale, la Conférence de Potsdam de 1945, fixe les nouvelles frontières entre l'Allemagne et la Pologne sur la ligne Oder-Neisse. Lubań se retrouve sur le territoire de la République populaire de Pologne. La population allemande est expulsée vers l'ouest et remplacée par des colons polonais.

## Jumelages
- Ringkøbing-Skjern (Danemark) depuis 1992
- Kolín (Tchéquie) depuis 1997
- Löbau (Allemagne) depuis 1998
- Prienai (Lituanie) depuis 1999
- Kamenz (Allemagne)

## Personnalités liées à la ville
- Martin Behm (1557–1622), pasteur et auteur de cantiques
- Christian Gottfried Hoffmann (1692-1735), jurisconsulte.
- Gottlob Burmann (1737-1805), poète
- Margarete Junge (1874-1966), designeuse
- Karl Hanke (1903–1945), officier de la Schutzstaffel (SS) et Gauleiter
- Heinz Keßler (1920–2017), général et homme politique est-allemand
- Eberhard Linke (né 1937), sculpteur et médailleur
- Edyta Jasińska (née 1986), coureuse cycliste
- Alicja Leszczyńska (née 1988), joueuse de volley-ball